# Bon Appétit (chanson)
 (juin 2017).
Si vous disposez d'ouvrages ou d'articles de référence ou si vous connaissez des sites web de qualité traitant du thème abordé ici, merci de compléter l'article en donnant les références utiles à sa vérifiabilité et en les liant à la section « Notes et références ».
Pour les articles homonymes, voir Bon Appétit (homonymie).
Singles de Katy Perry
Chained to the Rhythm
(2017) Swish Swish
(2017)
Singles par Migos
Peek A Boo
(2017) Body
(2017)
Pistes de Witness
Tsunami
(8) Bigger Than Me
(10)
Bon Appétit est un single de Katy Perry, en featuring avec le groupe de hip-hop américain Migos. Il est issu de son album Witness, et est sorti le 28 avril 2017.